# Georgia Bell
 (août 2024).
Si vous disposez d'ouvrages ou d'articles de référence ou si vous connaissez des sites web de qualité traitant du thème abordé ici, merci de compléter l'article en donnant les références utiles à sa vérifiabilité et en les liant à la section « Notes et références ».
Georgia Bell (née le 17 octobre 1993) est une athlète anglaise d'athlétisme qui concourt en tant que coureuse de demi-fond et en duathlon.  Elle a remporté une médaille de bronze aux Jeux olympiques d'été de 2024 au 1 500 mètres.  Plus tôt cette année-là, elle est devenue championne nationale britannique du 1 500 mètres, en salle et en extérieur, et a remporté la médaille d'argent aux Championnats d'Europe d'athlétisme 2024.

## Biographie
Georgia Bell était une compétitrice junior très performante, remportant le titre des écoles anglaises au niveau des moins de 15 ans sur 800 mètres et réalisant un temps de 2 min 8 s 81, ce qui la plaçait huitième sur la liste de tous les temps au Royaume-Uni. Elle a également remporté l'argent dans les mêmes championnats chez les moins de 17 ans en 2009. Elle a étudié la géographie à l'Université de Birmingham. En 2015, après avoir remporté le titre du 800 mètres en salle BUCS (British Universities & Colleges Sport) et l'argent aux championnats d'athlétisme d'Angleterre des moins de 23 ans, elle a débuté à l'Université de Californie à Berkeley.

## Carrière
Athlète des Shaftesbury Barnet Harriers, Georgia Bell est revenu des États-Unis en Grande-Bretagne et est devenu partenaire d'entraînement de Keely Hodgkinson, guidé par Jenny Meadows et Trevor Painter.  En avril 2023, elle remporte les Championnats du monde de duathlon chez les femmes 30-34 ans, à Ibiza.
En 2023, elle a amélioré ses records personnels sur 1 500 m, 3 000 m et 5 000 m sur piste, et a établi un nouveau record personnel sur 10 km sur route à Telford, en décembre 2023.
En janvier 2024, Georgia Bell a réalisé un nouveau record personnel sur 1 500 mètres, en 4 min 3 s 54, en remportant l'épreuve de bronze du World Athletics Indoor Tour à Dortmund.  La semaine suivante, elle a battu le favori d'avant-course Sembo Almayew pour la victoire sur 3000 m à Val-de-Reuil avec un autre meilleur temps à vie de 8 min 42 s 16.  En février 2024, elle a abaissé son record personnel sur 1 500 m à 4 min 3 s 22 à Stockholm. Le 18 février 2024, elle remporte la finale des Championnats britanniques d'athlétisme en salle 2024, à Birmingham, du 1 500 mètres pour devenir championne britannique d'athlétisme en salle. Elle a été sélectionnée pour concourir pour la Grande-Bretagne aux Championnats du monde d'athlétisme en salle 2024 à Glasgow.  Elle s'est qualifiée pour la finale du 1 500 mètres féminin avec un temps de 4 min 4 s 39.  Elle a terminé quatrième de la finale avec un temps de 4 min 3 s 47. En mai 2024, elle a terminé sixième au 1 500 mètres de la Doha Diamond League 2024 en 4 min 3 s 72. Ce mois-là, elle a également réalisé un record personnel sur 800 mètres en 1 min 59 s 93 à Andújar. Georgia Bell a réalisé un record personnel de 4 min 0 s 41 au 1 500 m à la Classique Prefontaine 2024 à Eugene, Oregon. 
Sélectionnée pour courir le 1 500 mètres pour la Grande-Bretagne aux Championnats d'Europe d'athlétisme 2024 à Rome, elle a remporté la médaille d'argent. Plus tard ce mois-là, elle a remporté le 1 500 mètres aux Championnats britanniques d'athlétisme 2024 à Manchester.
Sa place aux Jeux olympiques d'été de 2024 a été officiellement confirmée lorsque l'équipe GB a nommé son équipe d'athlétisme le 5 juillet 2024. Quelques jours plus tard, elle a établi un record personnel de 3 min 56 s 54 au 1 500 mètres au Meeting de Paris 2024, pour devenir n ° 2 au classement de tous les temps au Royaume-Uni et établir un record national anglais. Le 20 juillet 2024, elle a amélioré son record personnel sur 800 m à 1 min 56 s 28 à la London Diamond League. Aux Jeux olympiques de Paris 2024, elle a remporté une médaille de bronze au 1 500 m féminin. Pour ce faire, elle a battu le record britannique de Laura Muir, en 3 min 52 s 61.

## Vie privée
Elle travaille pour une société basée à Londres qui étudie les cyberattaques. Elle est la fille du journaliste politique Andy Bell et d'Angela Bell, professeur d'éducation physique. Elle a deux sœurs.

## Palmarès
| Année | Compétition   | Pays   | Position           | Temps   |
| ----- | ------------- | ------ | ------------------ | ------- |
| 2025  | Nankin 1500 m | Chine  | Médaille de bronze | 3:59.84 |
| 2024  | Rome 1500 m   | Italie | Médaille d'argent  | 4:05.33 |
| 2024  | Paris 1500 m  | France | Médaille de bronze | 3:52.61 |